# Torneo Nacional de Ascenso 2000-01
La temporada 2000-01 del Torneo Nacional de Ascenso, segunda categoría del básquet argentino, fue la novena edición desde su creación. Comenzó a mediados de octubre de 2000 y finalizó el 9 de junio de 2001.
El campeón fue Gimnasia La Plata, que además obtuvo el único ascenso, tras vencer en la final a Regatas Corrientes como visitante en el cuarto partido de la serie. Tras este ascenso, el equipo vuelve a la máxima división luego de su paso entre 1987 y 1989.
Esta temporada también destacó por el descenso de Olimpia de Venado Tuerto, equipo que supo ser animador de la Liga Nacional en varias temporadas, campeón nacional en 1996, campeón internacional y además había representado al país en el torneo intercontinental.

## Equipos participantes
| Club                           | Procedencia              | Pabellón                    |
| Club de Gimnasia y Esgrima     | La Plata, Buenos Aires   | Polideportivo Víctor Nethol |
| Club de Regatas Corrientes     | Corrientes, Corrientes   | José Jorge Contte           |
| Club Atlético San Isidro       | San Isidro, Córdoba      |                             |
| Club Sportivo Ben Hur          | Rafaela, Santa Fe        | 17 de Junio                 |
| Club Atlético Argentino        | Junín, Buenos Aires      | Estadio Héctor D'Anunnzio   |
| Deportivo Roca                 | General Roca, Río Negro  | Deportivo Roca              |
| Club Deportivo San Andrés      | Ciudad de Buenos Aires   | Estadio Enrique Tanghe      |
| Club La Unión                  | Colón, Entre Ríos        | Carlos Delasoie             |
| Club Central Entrerriano       | Gualeguaychú, Entre Ríos | Estadio José María Bertora  |
| Club Ciclista Juninense        | Junín, Buenos Aires      | Estadio Raúl "Chuni" Merlo  |
| Atlético Echagüe Club          | Paraná, Entre Ríos       | Estadio Luis Butta          |
| Club Atlético Lanús            | Lanús, Buenos Aires      | Microestadio Antonio Rotili |
| Club Independiente de Zárate   | Zárate, Buenos Aires     | Club Independiente          |
| Club Estudiantes de Santa Rosa | Santa Rosa, La Pampa     | Estudiantes                 |
| Club Atlético Vélez Sarsfield  | Ciudad de Buenos Aires   | Vélez Sarsfield             |
| Olimpia Basketball Club        | Venado Tuerto, Santa Fe  | Estadio Olimpia             |

## Play-offs
|  | Cuartos de final           | Cuartos de final           | Cuartos de final           |                            |                     | Semifinales         | Semifinales | Semifinales |  |                     | Final               | Final | Final |  |
|  |                            |                            |                            |                            |                     |                     |             |             |  |                     |                     |       |       |  |
|  |                            |                            |                            |                            |                     |                     |             |             |  |                     |                     |       |       |  |
|  | Gimnasia (La Plata)        | Gimnasia (La Plata)        | 3                          |                            |                     |                     |             |             |  |                     |                     |       |       |  |
|  | Gimnasia (La Plata)        | Gimnasia (La Plata)        | 3                          |                            |                     |                     |             |             |  |                     |                     |       |       |  |
|  | La Unión (Colón)           | La Unión (Colón)           | 2                          |                            |                     |                     |             |             |  |                     |                     |       |       |  |
|  | La Unión (Colón)           | La Unión (Colón)           | 2                          |                            | Gimnasia (La Plata) | Gimnasia (La Plata) | 3           |             |  |                     |                     |       |       |  |
|  |                            |                            |                            |                            | Gimnasia (La Plata) | Gimnasia (La Plata) | 3           |             |  |                     |                     |       |       |  |
|  |                            |                            | San Isidro (San Francisco) | San Isidro (San Francisco) | 1                   |                     |             |             |  |                     |                     |       |       |  |
|  | Deportivo Roca             | Deportivo Roca             | San Isidro (San Francisco) | San Isidro (San Francisco) | 1                   | 1                   |             |             |  |                     |                     |       |       |  |
|  | Deportivo Roca             | Deportivo Roca             |                            |                            |                     |                     |             |             |  |                     |                     |       |       |  |
|  | San Isidro (San Francisco) | San Isidro (San Francisco) | 3                          |                            |                     |                     |             |             |  |                     |                     |       |       |  |
|  | San Isidro (San Francisco) | San Isidro (San Francisco) | 3                          |                            |                     |                     |             |             |  | Gimnasia (La Plata) | Gimnasia (La Plata) | 3     |       |  |
|  |                            |                            |                            |                            |                     |                     |             |             |  | Gimnasia (La Plata) | Gimnasia (La Plata) | 3     |       |  |
|  |                            |                            | Regatas Corrientes         | Regatas Corrientes         | 1                   |                     |             |             |  |                     |                     |       |       |  |
|  | Regatas Corrientes         | Regatas Corrientes         | Regatas Corrientes         | Regatas Corrientes         | 1                   | 3                   |             |             |  |                     |                     |       |       |  |
|  | Regatas Corrientes         | Regatas Corrientes         |                            |                            |                     |                     |             |             |  |                     |                     |       |       |  |
|  | San Andrés                 | San Andrés                 | 0                          |                            |                     |                     |             |             |  |                     |                     |       |       |  |
|  | San Andrés                 | San Andrés                 | 0                          |                            | Regatas Corrientes  | Regatas Corrientes  | 3           |             |  |                     |                     |       |       |  |
|  |                            |                            |                            |                            | Regatas Corrientes  | Regatas Corrientes  | 3           |             |  |                     |                     |       |       |  |
|  |                            |                            | Ben Hur                    | Ben Hur                    | 2                   |                     |             |             |  |                     |                     |       |       |  |
|  | Argentino (Junín)          | Argentino (Junín)          | Ben Hur                    | Ben Hur                    | 2                   | 2                   |             |             |  |                     |                     |       |       |  |
|  | Argentino (Junín)          | Argentino (Junín)          |                            |                            |                     |                     |             |             |  |                     |                     |       |       |  |
|  | Ben Hur                    | Ben Hur                    | 3                          |                            |                     |                     |             |             |  |                     |                     |       |       |  |
|  | Ben Hur                    | Ben Hur                    | 3                          |                            |                     |                     |             |             |  |                     |                     |       |       |  |
|  |                            |                            |                            |                            |                     |                     |             |             |  |                     |                     |       |       |  |

El equipo que figura en la primera línea es quien obtuvo la ventaja de localía.

### Final
| 2 de junio  | Gimnasia (LP) | 76–71   | Regatas Corrientes | La Plata                              |  |  |
|             |               |         |                    |                                       |  |  |
|             |               | Reporte |                    | Pabellón: Polideportivo Víctor Nethol |  |  |
| serie 1 - 0 |               |         |                    |                                       |  |  |
|             |               |         |                    |                                       |  |  |

| 4 de junio  | Gimnasia (LP) | 84–69   | Regatas Corrientes | La Plata                              |  |  |
|             |               |         |                    |                                       |  |  |
|             |               | Reporte |                    | Pabellón: Polideportivo Víctor Nethol |  |  |
| serie 2 - 0 |               |         |                    |                                       |  |  |
|             |               |         |                    |                                       |  |  |

| 7 de junio  | Regatas Corrientes | 91–88   | Gimnasia (LP) | Corrientes                          |  |  |
|             |                    |         |               |                                     |  |  |
|             |                    | Reporte |               | Pabellón: Estadio José Jorge Contte |  |  |
| serie 1 - 2 |                    |         |               |                                     |  |  |
|             |                    |         |               |                                     |  |  |

| 9 de junio  | Regatas Corrientes | 65–83   | Gimnasia (LP) | Corrientes                          |  |  |
|             |                    |         |               |                                     |  |  |
|             |                    | Reporte |               | Pabellón: Estadio José Jorge Contte |  |  |
| serie 1 - 3 |                    |         |               |                                     |  |  |
|             |                    |         |               |                                     |  |  |

Gimnasia La Plata

Campeón

Primer título

Segundo ascenso después del obtenido en la Liga "B" 1986.